# Distretto di Juan Espinoza Medrano
Il distretto di Juan Espinoza Medrano è un distretto del Perù nella provincia di Antabamba (regione di Apurímac) con 1.975 abitanti al censimento 2007 dei quali 1.683 urbani e 292 rurali.
È stato istituito il 12 dicembre 1942.